# IJsland op het Eurovisiesongfestival 2010

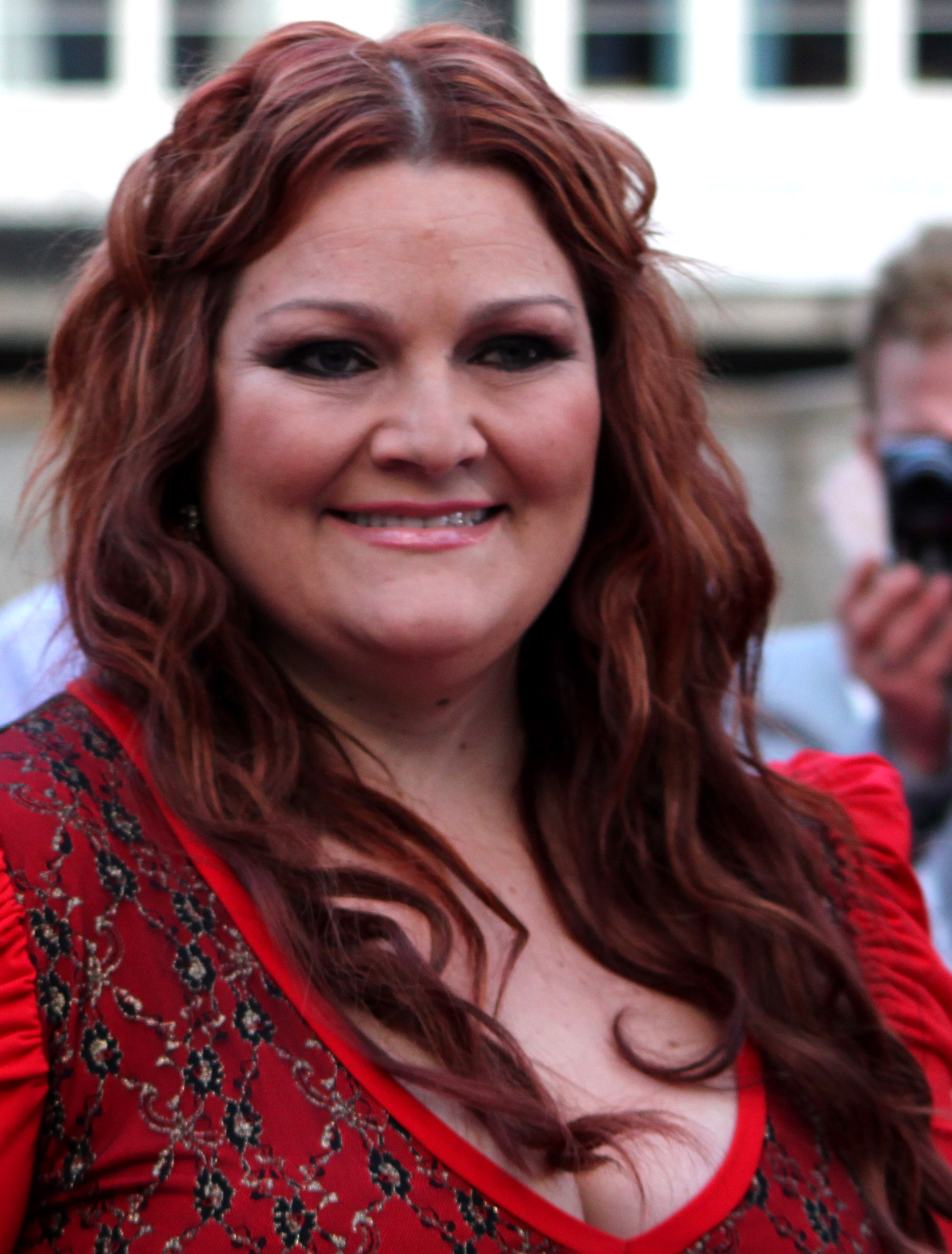
Hera Björk, winnares Söngvakeppni Sjónvarpsins 2010, in Oslo tijdens het Eurovisiesongfestival 2010.

IJsland nam deel aan het Eurovisiesongfestival 2010 in Oslo, Noorwegen. Het was de 23ste deelname van het land op het Eurovisiesongfestival. De inzending werd gekozen via de nationale voorronde Söngvakeppni Sjónvarpsins. RUV was verantwoordelijk voor de IJslandse bijdrage voor de editie van 2010.

## Selectieprocedure
Söngvakeppni Sjónvarpsins 2010 bestond uit drie halve finales. In elke halve finale traden vijf deelnemers aan, waarvan er twee doorstootten naar de finale op 6 februari 2010. Alle programma's werden gepresenteerd door Eva María Jónsdóttir en Ragnhildur Steinunn Jónsdóttir.
Uiteindelijk won Hera Björk de nationale selectie. Zij mocht aldus IJsland vertegenwoordigen op het Eurovisiesongfestival van dat jaar, met haar nummer Je ne sais quoi.

## Uitslagen

#### Eerste halve finale
9 januari 2010
| Volgorde | Artiest                   | Lied                   |
| -------- | ------------------------- | ---------------------- |
| 1        | Íris Hólm                 | The one                |
| 2        | Matthias Matthiasson      | Out of sight           |
| 3        | Sigurjón Brink            | You knocked on my door |
| 4        | Kolbrún Eva Viktorsdóttir | You are the one        |
| 5        | Karen Pálsdóttir          | In the future          |

#### Tweede halve finale
16 januari 2010
| Volgorde | Artiest                   | Lied                |
| -------- | ------------------------- | ------------------- |
| 1        | Menn Arsins               | Gefst ekki upp      |
| 2        | Hvanndalsbræður           | Gleði og glens      |
| 3        | Sigrún Vala Baldursdóttir | I believe in angels |
| 4        | Jógvan Hansen             | One more day        |
| 5        | Edgar Smári Atlason       | Now and forever     |

#### Derde halve finale
23 januari 2010
| Volgorde | Artiest               | Lied                   |
| -------- | --------------------- | ---------------------- |
| 1        | Arnar Jónsson         | Þúsund stjörnur        |
| 2        | Sigurjón Brink        | Waterslide             |
| 3        | Hera Björk            | Je ne sais quoi        |
| 4        | Steinarr Logi Nesheim | Every word             |
| 5        | Anna Hlín             | Komdu á morgun til mín |

### Finale
6 februari 2010
| Volgorde | Artiest              | Lied            |
| -------- | -------------------- | --------------- |
| 1        | Íris Hólm            | The one         |
| 2        | Matthias Matthiasson | Out of sight    |
| 3        | Hvanndalsbræður      | Gleði og glens  |
| 4        | Jógvan Hansen        | One more day    |
| 5        | Sigurjón Brink       | Waterslide      |
| 6        | Hera Björk           | Je ne sais quoi |

## In Oslo
Op het Eurovisiesongfestival moest IJsland eerst deelnemen aan de tweede halve finale, op donderdag 25 mei. Hera Björk mocht als zeventiende en laatste het podium op, na 3+2 uit Wit-Rusland. IJsland zat pas in de tiende en laatste enveloppe, maar kwalificeerde zich dus wel voor de finale, en dit voor het derde jaar op rij. Na afloop van het Eurovisiesongfestival zou blijken dat Hera Björk op een derde plaats was geëindigd in de halve finale, met 123 punten.
In de finale trad IJsland als 16de van 25 landen aan, na Albanië en voor Oekraïne. Na afloop van de puntentelling stond IJsland op de 19de plaats, met 41 punten. De acht punten uit België vormden de hoogste notering die Hera Björk kreeg tijdens de finale.